# Inquadratura di quinta
Nel cinema un'inquadratura di quinta è la ripresa di un oggetto o personaggio effettuata da sopra la spalla di un altro soggetto o di un interlocutore. La schiena del soggetto di spalle viene usata per incorniciare l'immagine. Questo tipo di inquadratura è molto comune nel dialogo tra due personaggi e viene normalmente seguita da una ripresa più ampia che aiuta lo spettatore ad inserire i personaggi nel contesto circostante.